# Francisco Nemenzo
Francisco Nemezo est un chercheur et naturaliste philippin du début du XXe siècle connu pour avoir décrit plus de 375 espèces de coraux de son pays, dont 94 nouvelles, ce qui lui a valu le surnom de "père de la taxonomie des coraux de Philippines". Il est le père de Francisco Nemenzo Jr. (en).
Il est formé à l'Université des Philippines Diliman mais ne passe pas de doctorat. Il enseigne dans la même université et obtient le titre de Professor Emeritus. 